# Régent (Indes néerlandaises)
Pour les articles homonymes, voir Régent.

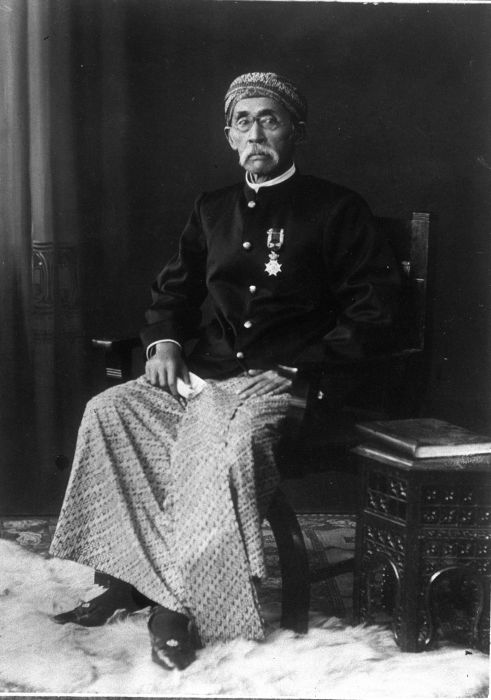
Le prince Soeriaatmadja, regent de Sumedang (Java occidental)

Dans les Indes néerlandaises, un regent était un fonctionnaire chargé de l'administration des personnes au niveau d'un territoire appelé regentschap. Ce territoire correspondait en principe à une afdeling, subdivision d'une gewest ou région. La gewest était administrée par un resident et l'afdeling, par un assistent-resident, tous deux néerlandais.
La répartition des fonctions entre l'assistent-resident et le regent se justifiait par un principe exprimé par l'expression soort over soort, qui signifiait que l'administration de la population indigène de la colonie devait relever d'une personnalité indigène, celle des Européens par un Européen et celle des différentes autres populations, ni européenne ni indigène, d'une personnalité des communautés respectives. Ce principe correspondait également au concept appelé en anglais indirect rule.
Les regenten étaient en principe choisis dans l'élite locale, familles princières ou notables. Leur condition et leur rang étaient en effet censés assurer leur légitimité aux yeux de la population indigène. La fonction n'était pas héréditaire, mais il n'était pas rare que le successeur d'un regent soit un de ses fils, ou un frère, ou un neveu. On voyait ainsi se créer de véritables dynasties, dont la plus connue est la famille des Wiranatakusuma, dont plusieurs membres furent bupatis de Bandung. Le roman Max Havelaar (1860), écrit par un fonctionnaire hollandais de Java, met en scène un de ces régents et son monde social. 
La position de regent était le rang le plus élevé de la partie indigène de l'administration des Indes néerlandaises, appelée Inlands Bestuur ou « administration indigène ». Celle-ci comportait des échelons inférieurs. 
Le regent n'avait aucun rôle dans l'administration de la colonie. Il était placé sous l'autorité du resident. Celui-ci relevait de l'administration appelée Binnenlands Bestuur, et était placé sous l'autorité du gouverneur général néerlandais, qui représentait le souverain des Pays-Bas. 
Le mot indigène pour regent était boepati, qui a été gardé par l'Indonésie indépendante pour désigner les préfets, avec la graphie bupati.

## Histoire
Le mot bupati est d'origine javanaise et vient du sanskrit bhåpati, "seigneur". Le voyageur français Grégoire Louis Domeny de Rienzi (1834) note la graphie « bapati ».
La fonction remonte aux premiers temps du second royaume de Mataram, lorsque le sultan Agung (qui a régné de 1613 à 1645) confie l'administration de territoires conquis à des hommes de confiance. Elle était en cela similaire à celui des comtes du haut Moyen Âge français. Le titre était alors adipati.